# Coppa della Germania Est 1952-1954
La Coppa della Germania Est 1952-1954 fu la quarta edizione della competizione. In realtà la competizione sarebbe dovuta svolgersi nella sola stagione 1952-1953 ma si decise di continuare nella stagione 1953-1954 con un nuovo sorteggio il torneo dell'anno prima che venne interrotto a causa dei moti operai del 1953.

## 1º turno di qualificazione
| Casa                        |   | Trasferta                      | Risultato |
| --------------------------- | - | ------------------------------ | --------- |
| BSG Motor Erfurt-Nord       | – | BSG Chemie Jena                | 2–0 ^     |
| BSG Traktor Rögatz          | – | BSG Chemie Schönebeck          | 5–1       |
| BSG Einheit Wismar          | – | BSG Rotation Wittenberge       | 2–0       |
| BSG Turbine BEWAG Berlin    | – | BSG Chemie Rüdersdorf          | 2–4       |
| BSG Einheit Ludwigslust     | – | BSG Einheit Rostock            | 8–3       |
| BSG Traktor Letschin        | – | BSG Einheit Seelow             | 4–0       |
| SG Lokomotive Vacha         | – | BSG Post Mühlhausen            | 2–1       |
| ASK Vorwärts Geschweda      | – | BSG Einheit Arnstadt           | 0–2       |
| SG Traktor Grimmenthal      | – | BSG Motor Gotha                | 1–2       |
| BSG Aufbau Katzhütte        | – | BSG Motor Saalfeld             | 2–0       |
| BSG Traktor Steinheid       | – | BSG Einheit Rudolstadt         | 2–5       |
| BSG Motor Brand-Langenau    | – | BSG Chemie Radebeul            | 0–1       |
| BSG Aufbau Erfurt           | – | BSG Motor Neustadt/Orla        | 6–1       |
| BSG Wismut Bärenstein       | – | BSG Fahlke Thalheim            | 10–1      |
| BSG Motor Geithain          | – | SG Vielau                      | 0–1       |
| BSG Motor Meuselwitz        | – | BSG Aktivist Karl-Marx Zwickau | 1–4       |
| BSG Motor Radeberg          | – | BSG Aktivist Laubusch          | 2–4 ^     |
| SG Gittersee                | – | BSG Aktivist Welzow            | 0–3       |
| BSG Aktivist Böhlen         | – | BSG Stahl Riesa                | 0–1       |
| BSG Motor Niesky            | – | BSG Chemie Döbern              | 2–1       |
| BSG Empor Halberstadt       | – | BSG Stahl Eisleben             | 6–1       |
| BSG Aktivist Geiselthal     | – | BSG Rotation Nordost Leipzig   | 3–6       |
| BSG Fortschritt Guben       | – | SG Union Fürstenwalde          | 7–0       |
| BSG Aktivist Roitzsch       | – | BSG Motor Schkeuditz           | 2–3       |
| BSG Stahl Calbe             | – | BSG Empor Halle                | 4–2       |
| BSG Aufbau Börde Magdenburg | – | BSG Einheit Brandenburg        | 3–1       |
| SG Wusterhausen             | – | BSG Motor Tangerhütte          | 4–5 dts   |
| BSG Aufbau Süd Stralsund    | – | BSG Motor Torgelow             | 0–3       |
| BSG Empor Anklam            | – | BSG Motor Stralsund            | 1–0       |
| BSG Chemie Boitzenburg      | – | BSG Lokomotive Teterow         | 5–3       |
| BSG Einheit Güstrow         | – | BSG Lokomotive Ribnitz         | 7–0       |
| BSG Motor Warnemünde        | – | BSG Turbine Neubrandenburg     | 4–1       |
| BSG Einheit Malchin         | – | BSG Einheit Schwerin           | 3–5       |
| BSG Chemie Zehdenick        | – | SG Hohenschönhausen Berlin     | 7–3 dts   |
| SG Lichtenberg 47 Berlin    | – | BSG Empor Angermünde           | 12–0      |
| SG Weißensee-Ost Berlin     | – | BSG Einheit Nauen              | 4–5       |
| BSG Empor Pankow Berlin     | – | BSG Motor Babelsberg           | 2–3       |
| BSG Empor Tabak Dresden     | – | BSG Aufbau Südwest Leipzig     | 7–1       |
| BSG Aktivist Finkenheerd    | – | BSG Fortschritt Cottbus        | 3–3 dts   |
| BSG Aufbau Triebes          | – | BSG Empor Apolda               | ?–?       |
| BSG Fortschritt Elsterberg  | – | BSG Wismut Auerbach            | ?–?       |
| BSG Traktor Gröbers         | – | BSG Chemie Greppin             | ?–?       |

^Forfait, Jena passa il turno

### Replay
| Casa                    |   | Trasferta                | Risultato |
| ----------------------- | - | ------------------------ | --------- |
| BSG Fortschritt Cottbus | – | BSG Aktivist Finkenheerd | ?–?       |

## 2º turno di qualificazione
| Casa                           |   | Trasferta                    | Risultato |
| ------------------------------ | - | ---------------------------- | --------- |
| SG Lokomotive Vacha            | – | Motor Nord Erfurt            | 2–3       |
| BSG Traktor Rögatz             | – | BSG Einheit Ludwigslust      | 2–0       |
| BSG Aktivist Welzow            | – | BSG Traktor Letschin         | 6–3       |
| BSG Einheit Arnstadt           | – | BSG Motor Gotha              | 2–3       |
| BSG Einheit Rudolstadt         | – | BSG Aufbau Katzhütte         | 0–2       |
| BSG Aufbau Erfurt              | – | BSG Empor Apolda             | 1–2       |
| BSG Wismut Bärenstein          | – | BSG Wismut Auerbach          | 2–1       |
| BSG Chemie Radebeul            | – | BSG Empor Tabak Dresden      | 1–2       |
| BSG Motor Niesky               | – | BSG Aktivist Laubusch        | 0–2       |
| BSG Stahl Riesa                | – | BSG Motor Schkeuditz         | 1–3       |
| BSG Empor Halberstadt          | – | BSG Rotation Nordost Leipzig | 2–3       |
| BSG Chemie Zehdenick           | – | BSG Traktor Gröbers          | 3–4       |
| BSG Motor Babelsberg           | – | BSG Fortschritt Guben        | 1–3       |
| BSG Stahl Calbe                | – | BSG Aufbau Börde Magdeburg   | 4–1       |
| BSG Empor Anklam               | – | BSG Motor Tangerhütte        | 6–1       |
| BSG Chemie Boitzenburg         | – | BSG Motor Torgelow           | ^^        |
| BSG Einheit Güstrow            | – | BSG Motor Warnemünde         | 4–1       |
| BSG Einheit Schwerin           | – | SG Lichtenberg 47 Berlin     | 2–1       |
| BSG Aktivist Finkenheerd       | – | BSG Einheit Nauen            | 0–1       |
| BSG Einheit Wismar             | – | BSG Chemie Rüdersdorf        | ?–?       |
| BSG Aktivist Karl-Marx Zwickau | – | SG Vielau                    | ?–?       |

^^ Forfait, Torgelow passa il turno.

## 1º turno
7 giugno 1953
| Casa                             |   | Trasferta                        | Risultato    |
| -------------------------------- | - | -------------------------------- | ------------ |
| BSG Motor Oberschöneweide Berlin | – | BSG Lokomotive Stendal           | 3–1          |
| BSG Fortschritt Weißenfels       | – | BSG Turbine Erfurt               | ^^^          |
| BSG Einheit Schwerin             | – | BSG Stahl Thale                  | 3–1 dts ^^^^ |
| BSG Motor Jena                   | – | BSG Einheit Pankow Berlin        | 7–0          |
| BSG Chemie Leipzig               | – | BSG Chemie Zeitz                 | 2–3          |
| BSG Empor Wurzen-West            | – | SG Dynamo Erfurt                 | 7–1          |
| BSG Motor Nord Erfurt            | – | BSG Motor Zwickau                | 0–3          |
| BSG Aktivist Laubusch            | – | BSG Fortschritt Meerane          | 3–1          |
| BSG Turbine Weimar               | – | SC Wissenschaft Halle            | 1–0          |
| BSG Chemie Großräschen           | – | BSG Aktivist Kaiseroda-Tiefenort | 0–1          |
| BSG Wismut Gera                  | – | BSG Motor Süd Brandenburg        | 3–0          |
| BSG Rotation Plauen              | – | BSG Aktivist Brieske-Ost         | 5–3 dts      |
| BSG Empor Tabak Dresden          | – | BSG Motor Mitte Magdeburg        | 4–1          |
| BSG Rotation Nordost Leipzig     | – | Adlershofer BC 08                | 1–0          |
| BSG Aufbau Katzhütte             | – | BSG Einheit Ost Leipzig          | 0–3          |
| BSG Traktor Rögatz               | – | BSG Rotation Babelsberg          | 1–7          |
| BSG Traktor Gröbers              | – | BSG Chemie Karl-Marx-Stadt       | 0–2          |
| BSG Wismut Bärenstein            | – | SG Dynamo Berlin                 | 1–0          |
| BSG Einheit Nauen                | – | BSG Dynamo Rostock               | 5–1          |
| BSG Einheit Wismar               | – | BSG Chemie Boitzenburg           | 5–2          |
| BSG Stahl Calbe                  | – | BSG Motor Altenburg              | 2–6          |
| BSG Einheit Güstrow              | – | BSG Aktivist Welzow              | 2–3          |
| BSG Motor Gotha                  | – | BSG Motor Wismar                 | 0–1          |
| BSG Fortschritt Guben            | – | BSG Einheit Burg                 | 3–0          |
| BSG Empor Anklam                 | – | BSG Empor Lauter                 | 2–6          |
| BSG Aktivist Karl-Marx Zwickau   | – | BSG Motor Dessau                 | 7–1          |
| BSG Einheit Spremberg            | – | BSG Wismut Aue                   | 2–1          |
| SG Dynamo Dresden                | – | BSG Turbine Halle                | 1–2          |
| BSG Einheit Greifswald           | – | BSG Rotation Dresden             | 2–0          |
| BSG Empor Apolda                 | – | BSG Chemie Agfa Wolfen           | 2–1          |
| BSG Motor Schkeuditz             | – | BSG Motor Nordhausen-West        | 1–1 dts      |
| BSG Chemie Lauscha               | – | KVP Vorwärts Berlin              | 1–1 dts      |

^^^ Inizialmente 4-0, ma Weißenfels aveva schierato un giocatore in posizione non regolare e per questo il risultato fu modificato.
^^^^ Thale presentò una protesta formale perché 2 giocatori erano impegnati in nazionale. Nella ripetizione perse nuovamente 3-1.

### Ripetizioni
(10 giugno 1953)
| Casa                      |   | Trasferta            | Risultato |
| ------------------------- | - | -------------------- | --------- |
| BSG Motor Nordhausen-West | – | BSG Motor Schkeuditz | 7–3       |
| KVP Vorwärts Berlin       | – | BSG Chemie Lauscha   | °         |

°Forfait, Lauscha passa il turno.

## 2º turno
I match vennero posticipati ufficialmente a causa delle vacanze estive (in realtà per i moti operai del 1953), vennero giocati nell'edizione successiva della coppa con un nuovo sorteggio.
| Casa                             |   | Trasferta                    | Risultato |
| -------------------------------- | - | ---------------------------- | --------- |
| BSG Aktivist Kaiseroda-Tiefenort | – | BSG Empor Tabak Dresden      |           |
| BSG Motor Jena                   | – | BSG Einheit Nauen            |           |
| BSG Rotation Dresden             | – | BSG Fortschritt Weissenfels  |           |
| BSG Empor Lauter                 | – | BSG Motor Altenburg          |           |
| BSG Wismut Bärenstein            | – | BSG Empor Apolda             |           |
| BSG Motor Nordhausen-West        | – | BSG Aktivist Welzow          |           |
| BSG Aktivist Karl-Marx Zwickau   | – | BSG Empor Wurzen-West        |           |
| BSG Einheit Wismar               | – | BSG Rotation Babelsberg      |           |
| BSG Einheit Schwerin             | – | BSG Motor Zwickau            |           |
| BSG Turpine Weimar               | – | BSG Einheit Spremberg        |           |
| BSG Motor Wismar                 | – | KVP Vorwärts Berlin          |           |
| BSG Turbine Halle                | – | BSG Einheit Ost Leipzig      |           |
| BSG Motor Oberschöneweide Berlin | – | BSG Aktivist Laubusch        |           |
| BSG Wismut Gera                  | – | BSG Fortschritt Guben        |           |
| BSG Rotation Plauen              | – | BSG Chemie Zeitz             |           |
| BSG Chemie Chemnitz              | – | BSG Rotation Nordost Leipzig |           |

### Nuovo sorteggio
(25 aprile 1954)
| Casa                             |   | Trasferta                        | Risultato |
| -------------------------------- | - | -------------------------------- | --------- |
| BSG Motor Wismar                 | – | BSG Motor Oberschöneweide Berlin | 5–1       |
| BSG Turbine Erfurt               | – | BSG Rotation Plauen              | 1–4       |
| BSG Chemie Karl-Marx-Stadt       | – | BSG Einheit Spremberg            | 4–1       |
| BSG Empor Lauter                 | – | BSG Rotation Nordost Leipzig     | 4–1       |
| BSG Motor Zwickau                | – | BSG Aktivist Laubusch            | 5–1       |
| BSG Turbine Halle                | – | BSG Motor Jena                   | 1–0 dts   |
| BSG Rotation Babelsberg          | – | BSG Einheit Wismar               | 6–2       |
| BSG Motor Nordhausen-West        | – | BSG Einheit Nauen                | 4–2       |
| BSG Aktivist Welzow              | – | BSG Empor Tabak Dresden          | 2–0       |
| BSG Aktivist Kaiseroda-Tiefenort | – | BSG Empor Wurzen-West            | 3–5 dts   |
| BSG Einheit Ost Leipzig          | – | BSG Aktivist Karl-Marx Zwickau   | 1–0 dts   |
| BSG Chemie Zeitz                 | – | BSG Wismut Bärenstein            | 10–0      |
| BSG Einheit Greifswald           | – | BSG Einheit Schwerin             | 2–1       |
| BSG Motor Altenburg              | – | BSG Fortschritt Guben            | 8–1       |
| ZSK Vorwärts Berlin              | – | BSG Turbine Weimar               | 4–1       |
| BSG Chemie Apolda                | – | BSG Wismut Gera                  | 3–2       |

## 3º turno
(16/19 maggio 1954)
| Casa                      |   | Trasferta                  | Risultato |
| ------------------------- | - | -------------------------- | --------- |
| BSG Rotation Plauen       | – | BSG Chemie Apolda          | 3–2 dts   |
| BSG Empor Wurzen-West     | – | BSG Chemie Karl-Marx-Stadt | 3–0       |
| BSG Empor Lauter          | – | BSG Aktivist Welzow        | 3–1       |
| BSG Turbine Halle         | – | BSG Chemie Zeitz           | 0–1       |
| BSG Motor Nordhausen-West | – | BSG Rotation Babelsberg    | 4–1       |
| BSG Motor Altenburg       | – | BSG Motor Wismar           | 4–6 dts   |
| BSG Motor Zwickau         | – | BSG Einheit Greifswald     | 1–0       |
| BSG Einheit Ost Leipzig   | – | ZSK Vorwärts Berlin        | 1–4       |

## Quarti
(23 maggio 1954)
| Casa                  |   | Trasferta                 | Risultato |
| --------------------- | - | ------------------------- | --------- |
| BSG Chemie Zeitz      | – | BSG Motor Nordhausen-West | 4–1       |
| BSG Motor Wismar      | – | BSG Motor Zwickau         | 1–3       |
| ZSK Vorwärts Berlin   | – | BSG Rotation Plauen       | 5–0       |
| BSG Empor Wurzen-West | – | BSG Empor Lauter          | 3–1       |

## Semifinali
(2 giugno 1954)
| Casa                |   | Trasferta             | Risultato |
| ------------------- | - | --------------------- | --------- |
| ZSK Vorwärts Berlin | – | BSG Chemie Zeitz      | 1–0       |
| BSG Motor Zwickau   | – | BSG Empor Wurzen-West | 2 – 0     |

## Finale
| Arbitro: | Lothar Green (Limbach-Oberfrohna) |

|                                   |           |             |
| Mitzschke 18’ Fröhlich 79’ (pen.) | Marcatori | 27’ Baumann |

| BERLIN:       |  |                   |  |     |
|               |  |                   |  |     |
| GK            |  | Horst Jaschke     |  |     |
| FB            |  | Werner Eilitz     |  |     |
| FB            |  | Gerhard Marotzke  |  |     |
| FB            |  | Gerhard Händler   |  |     |
| HB            |  | Horst Scherbaum   |  |     |
| HB            |  | Rainer Baumann    |  |     |
| LW            |  | Gerhard Ebert     |  | 63’ |
| IF            |  | Rudolf Mitzschke  |  |     |
| CF            |  | Heinz Fröhlich    |  |     |
| IF            |  | Werner Wolf       |  |     |
| RW            |  | Roland Weigel     |  |     |
| Sostituzioni: |  |                   |  |     |
| LW            |  | Gerhardt Reichelt |  | 63’ |
| Allenatore:   |  |                   |  |     |
| Kurt Vorkauf  |  |                   |  |     |

| ZWICKAU:      |  |                  |  |
|               |  |                  |  |
| GK            |  | Rolf Baumann     |  |
| FB            |  | Günter Witzger   |  |
| FB            |  | Helmut Schubert  |  |
| FB            |  | Walter Schmidt   |  |
| HB            |  | Günter Schneider |  |
| HB            |  | Lothar Kunack    |  |
| LW            |  | Erhard Meinhold  |  |
| IF            |  | Herbert Heinze   |  |
| CF            |  | Siegfried Kaiser |  |
| IF            |  | Werner Baumann   |  |
| RW            |  | Siegfried Meier  |  |
| Sostituzioni: |  |                  |  |
|               |  |                  |  |
| Allenatore:   |  |                  |  |
| Erich Dietel  |  |                  |  |

## Campioni
| Coppa della Germania Est 1952-54 |
| -------------------------------- |
| Vorwärts Berlino Primo titolo    |